# Eilandbarbe
Die Eilandbarbe (Oliotius oligolepis, Syn.: Puntius oligolepis) ist ein kleiner Fisch aus der Familie der Karpfenfische. Sie kommt auf Sumatra (Indonesien) in krautigen Bächen und Flüssen und in den Uferzonen von Seen mit dichtem Pflanzenwuchs vor. Das Art-Epitheton oligolepis nimmt Bezug auf die wenigen, großen Schuppen der Art (altgriechisch ὀλίγο oligo, deutsch ‚wenig‘, λεπίς lepís, deutsch ‚Schuppe‘).

## Merkmale
Die Eilandbarbe wird fünf Zentimeter lang. Sie hat eine typische Barbengestalt und ist mäßig langgestreckt. Die einzige Rückenflosse wird von vier bis acht Flossenstrahlen gestützt, die Afterflosse von drei bis fünf. Die Bauchflossen werden von einem unechten Hartstrahl und sieben bis acht Weichstrahlen gestützt. Die Farbe der Eilandbarbe ist variabel, rotbraun bis ockerbraun, auch grünlich oder mit bläulichem Perlmuttglanz. Jede einzelne Schuppe ist gemustert, hat an der Basis einen bläulichen Fleck und einen schwarzen Rand. Bei den schlankeren Männchen sind die unpaaren Flossen rötlich bis ziegelfarben und haben einen schwarzen Rand, bei den Weibchen sind sie ohne Rand und ockergelb.
Von anderen ehemals Puntius zugeordneten südostasiatischen Barben unterscheidet sich die Eilandbarbe durch ihr einzigartiges Farbmuster bestehend aus halbmondförmigen, schwarzen Bögen auf jeder Schuppe und ihre großen Schuppen mit 17 Schuppen in einer mittleren Längsreihe und 8 rund um den Schwanzstiel. In einer Querreihe zwischen der Rückenflossenbasis und der Bauchmittellinie zählt man vor der Bauchflossenbasis ½3/1/3½ Schuppen. Die Seitenlinie ist unvollständig und erstreckt sie sich über 6 bis 7 Schuppen mit Poren. Der letzte unverzweigte Rückenflossenstrahl ist ungesägt. Rostralbarteln fehlen, Maxillarbarteln sind vorhanden. Die Lippen sind glatt und dünn. Reihen kleiner Papillen finden sich an den Seiten der Schnauze, in der Augenregion, auf dem Kiemendeckel und an der „Kehle“. Diese Papillenreihen fehlen allen anderen südostasiatischen Barben mit Ausnahme von Striuntius. Auf dem ersten Kiemenbogen finden sich 3 bis 5 Kiemenrechen.

## Fortpflanzung
Eilandbarben laichen als Freilaicher in feingliedrige Wasserpflanzen. Pro Gelege werden etwa 300 Eier abgegeben. Die Jungfische schlüpfen nach 36 bis 48 Stunden.

## Systematik
Die Eilandbarbe wurde 1853 durch den niederländischen Arzt und Ichthyologen Pieter Bleeker als Capoeta oligolepis beschrieben, später der Sammelgattung Puntius zugeordnet. Im November 2013 ordnete sie der Schweizer Ichthyologe Maurice Kottelat der neu aufgestellten und eigens für die Eilandbarbe geschaffenen monotypischen Gattung Oliotius zu. Der Gattungsname wurde aus je einem Teil des Art-Epitheton oligolepis und von Puntius zusammengesetzt.

## Aquaristik
Die Eilandbarbe ist ein anspruchsloser Süßwasserzierfisch, von dem es auch eine albinotische Zuchtform gibt. Die Haltung sollte in einer Gruppe von mindestens acht bis zehn Tieren und in einem Becken von mindestens 80 cm Kantenlänge und einen Volumen von mindestens 80 Litern erfolgen.
Aus ausgesetzten Aquarienfischen hat sich in Kolumbien ein wildlebender Bestand entwickelt.